# William Loftus
William Kenneth Loftus (ur. 13 listopada 1820 w Linton w Anglii, zm. 27 listopada 1858 na Oceanie Indyjskim) – brytyjski geolog, archeolog, podróżnik i odkrywca. 

## Życiorys
Na początku lat pięćdziesiątych XIX wieku pracował jako geolog dla Turecko-Perskiej Komisji Granicznej, co dało mu możliwość zwiedzenia telli w południowej Mezopotamii i Persji. Prowadził wykopaliska w Suzie (wraz z Hormuzdem Rassamem), Szuruppak, Larsie i Uruk (1853-1855), gdzie odkrył ściany pokryte mozaiką sztyftową i gliniane tabliczki pokryte pismem klinowym. Prowadził również prace wykopaliskowe w północnej Mezopotamii, m.in. w Niniwie i Nimrud (Kalchu). Podupadł na zdrowiu prowadząc badania geologiczne w Indiach. Zmarł w wieku 38 lat na statku w drodze powrotnej do Anglii.